# La Linea (personaggio)
La Linea è un personaggio ideato da Osvaldo Cavandoli, protagonista di un cartone animato e di fumetti. Il cartone animato è costituito da un omino che percorre una linea virtualmente infinita e di cui è anch'esso parte integrante. Il personaggio incontra nel suo cammino numerosi ostacoli e spesso si rivolge al disegnatore (in un grammelot derivato dal dialetto milanese) affinché gli disegni la soluzione ai suoi problemi.

## Storia

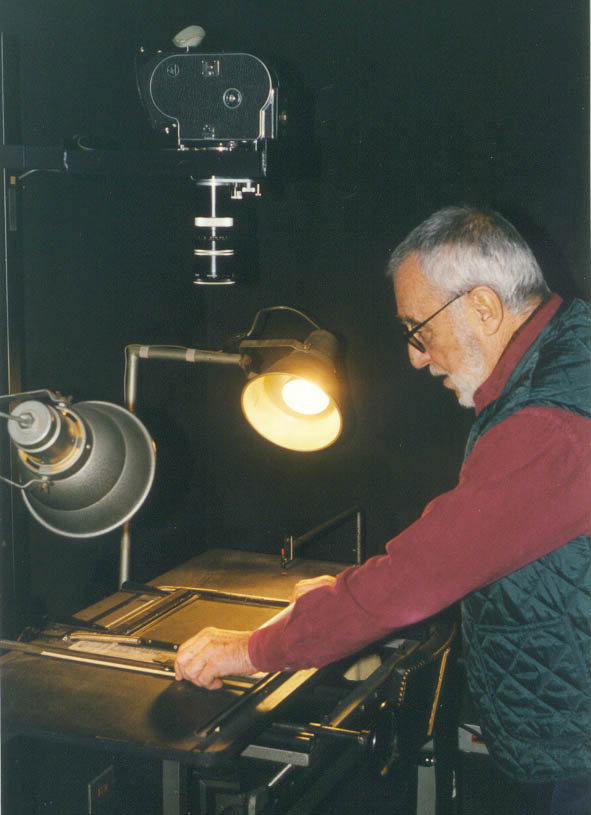
Osvaldo Cavandoli

Nel 1969 Cavandoli propose questo personaggio (chiamato inizialmente Mr. Linea) ad alcune agenzie pubblicitarie che realizzavano filmati per il Carosello della Rai. Il personaggio piacque all'ingegner Emilio Lagostina, collezionista d'arte e titolare dell'omonima industria di pentole a pressione, che lo volle protagonista di alcuni caroselli per la sua azienda. La presentazione del personaggio, inizialmente chiamato Agostino Lagostina (il nome fu poi eliminato dopo la prima serie di Caroselli) fu questa: «Chi è Agostino? Un piccolo uomo vivace, dal naso realmente espressivo, con tutte le istanze e le preoccupazioni della vita moderna. Figlio di una matita e di una mano.»
Al personaggio venne associata la voce di Carlo Bonomi, che gli fornì una parlata onomatopeica dal vago accento milanese, e una colonna sonora vagamente jazz curata da Franco Godi e Corrado Tringali. Il personaggio divenne così protagonista di una serie di celebri spot pubblicitari, diffusi anche all'estero, dove anni dopo vennero anche prodotti dei DVD con le sue avventure.
Sull'onda del successo, nel 1972 La Linea divenne anche una striscia a fumetti che vinse numerosi premi internazionali. Ad essa seguirono poster, calendari e prodotti di merchandising. Durante gli anni '80 La Linea è protagonista di alcune strisce serali prima del TG delle 20 sulla rete Nazionale (oggi Rai 1) all'interno dell'Almanacco del giorno dopo. All'inizio del 2007 la Lagostina ha cambiato il suo storico logo, mentre nel marzo dello stesso anno è morto Osvaldo Cavandoli.

## Il linguaggio deLa Linea
Il borbottìo e le comiche imprecazioni del personaggio sono espresse in un linguaggio incomprensibile, una sorta di grammelot in cui non è difficile riconoscere alcune estemporanee espressioni in lombardo, i colori degli sfondi suggeriscono inoltre lo stato emotivo del personaggio, variando spesso e a seconda dei casi. Facile comprendere come questo non-linguaggio abbia molto aiutato la diffusione internazionale del personaggio, che non è mai stato ridoppiato.

## La Linea nel mondo
A partire dagli anni ottanta La Linea è stato testimonial, oltre che de Lagostina in Italia, anche di numerosi altri clienti in tutto il mondo.
- Tra gli anni ottanta e novanta è stata protagonista di svariate campagne pubblicitarie, tra cui:
  - La carta di credito del Touring Club in Svizzera;
  - La raccolta differenziata in Svezia;
  - L'istituto di credito in Israele;
  - Una società privata ospedaliera in Australia;
  - Gli elettrodomestici Vestel in Turchia;
  - Le bombolette a gas Twiny in Francia;
  - La crema antiemorroidale Faktu in Germania;
  - L'agenzia immobiliare Home in Danimarca;
  - I telefoni cellulari Simplus in Polonia;
  - L'agenzia di assicurazione Santam in Sudafrica.[3]
- Episodi de La Linea sono stati proiettati su schermi all'interno delle stazioni nelle metropolitane di Berlino, Francoforte e Colonia.[4]
- In Norvegia, a partire dal 30 giugno 2008, il giornale Dagbladet pubblica quotidianamente un episodio del personaggio di Cavandoli.[5]
- Nel 2012 la casa automobilistica statunitense Ford, adotta La Linea quale testimonial per la campagna pubblicitaria dell'automobile ibrida Ford C-Max Hybrid.

### Nomi internazionali
La Linea è conosciuta con diversi nomi in tutto il mondo, tra i quali:
- "Linus på linjen" ("Linus sulla linea") in Svezia
- "Badum badum" in Slovenia
- "Złośniczek" in Polonia
- "Menő Manó" ("Folletto Camminante") in Ungheria
- "Mar Kav" ("Signor Linea") in Israele
- "Bajram" in Albania
- "Streken" in Norvegia
- "Stregen" in Danimarca
- "Línan" in Islanda
- "Баљум Баљум" / "Baljum Baljum" nella Repubblica di Macedonia
- "Bay Meraklı" ("Signor Curioso") in Turchia
- "Khat" in Iran
- "Барум Барум" / "Barum Barum" o "Абаракандиши Ди Фјури" / "Abarakandiši Di Fjuri" in Serbia
- "Lineman" negli Stati Uniti
- "La Linéa" in Francia
- "A Linha" in Brasile
- "Abelardo" in Argentina
- "Линия"/ "Linia" in Russia

## Influenze nella cultura di massa
- La Linea è stata citata nel video musicale del singolo dei Jamiroquai (Don't) Give Hate a Chance (2005), in cui appaiono varianti tridimensionali del celebre personaggio oltre che mano e matita di un disegnatore.
- Viene citata nella sigla finale dell'anime Itadakiman, facente parte della serie Time Bokan, in cui le silhouette che si muovono su La Linea sono quelle di tre personaggi della serie.
- Le canzoni The Riddle e Bla Bla Bla di Gigi D'Agostino (1999) sono dedicate a La Linea, nei cui video musicali viene ripreso l'omino, modificato e animato a ritmo di musica.
- Nel 2008 la rivista The Artist rende omaggio a Osvaldo Cavandoli e al suo personaggio con Cavandoli!, un fumetto disegnato da trenta autori umoristici italiani.
- Nel 2020 il personaggio di Terry, il contabile nel film animato Soul della Pixar sembra essere un chiaro omaggio a La Linea.

## Episodi
- La Linea - serie 001, episodi 1-8, ottenuti riadattando vari spezzoni del Carosello. Prodotta da Brunetto Del Vita (1971).
- La Linea - serie 100 (prima parte), episodi 101-126. Prodotta da HDH Cinemac 2TV e Telecip-Belokapi (1977).
- La Linea - serie 100 (seconda parte), episodi 127-152. Prodotta da Wagner-Hallig Film GmbH (1978).
- La Sexilinea, cortometraggio prodotto da Osvaldo Cavandoli (1978).
- La Linea - serie 100 (terza parte), episodi 153-156. Prodotta da HDH Film TV e Telecip-Belokapi (1979).
- La Linea - serie 200, episodi 200-225. Prodotta da Wagner-Hallig Film GmbH e Quipos srl (1984).
- Eroslinea, cortometraggio prodotto da Quipos srl (1988).
- 20 anni dopo, cortometraggio prodotto da Osvaldo Cavandoli (1989).
- Trazom A.W., cortometraggio prodotto da Quipos srl (1991).

## Home video
- La Linea - Special Edition, Medaialia Srl, Quipos, 2008, DVD. EAN 8033309014616.